# Acetazolamide
Acetazolamide, được bán dưới tên thương mại Diamox cùng với một số những tên khác, là một loại thuốc được sử dụng để điều trị bệnh tăng nhãn áp, động kinh, say độ cao, tê liệt định kỳ, tăng áp lực nội sọ vô căn, và suy tim. Thuốc có thể được sử dụng lâu dài để điều trị bệnh tăng nhãn áp góc mở và ngắn hạn cho bệnh tăng nhãn áp góc đóng cấp tính cho đến khi phẫu thuật có thể thực hiện được. Chúng có thể được uống hoặc tiêm vào tĩnh mạch.
Tác dụng phụ thường gặp bao gồm tê, ù tai, chán ăn, ói mửa và buồn ngủ. Thuốc không được khuyến cáo sử dụng cho những người có vấn đề về thận, vấn đề về gan, hoặc những người bị dị ứng với sulfonamid. Acetazolamide thuộc nhóm thuốc lợi tiểu và chất ức chế carbonic anhydrase. Chúng hoạt động bằng cách giảm lượng ion bicarbonate trong cơ thể.
Acetazolamide được đưa vào sử dụng trong năm 1952. Nó nằm trong danh sách các thuốc thiết yếu của Tổ chức Y tế Thế giới, tức là nhóm các loại thuốc hiệu quả và an toàn nhất cần thiết trong một hệ thống y tế. Acetazolamide có sẵn dưới dạng thuốc gốc. Chi phí bán buôn ở các nước đang phát triển là khoảng 1,40 đến 16,93 USD cho mỗi tháng dùng thuốc. Tại Hoa Kỳ, chi phí bán buôn là khoảng 125,34 USD mỗi tháng.